# イーナ＝マリーア・グレヴェルス

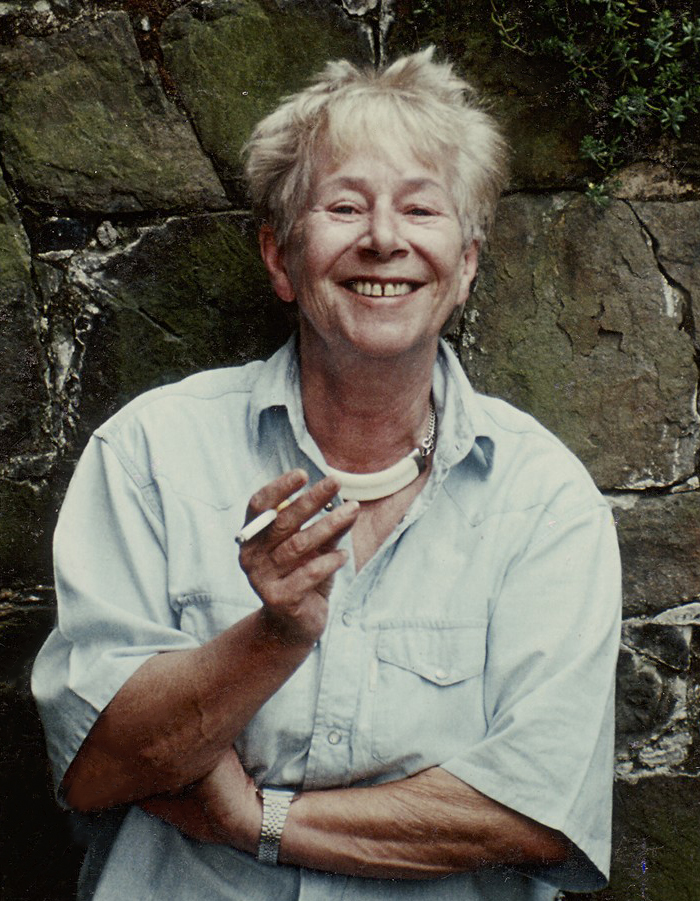
イーナ＝マリーア・グレヴェルス

イーナ＝マリーア・グレヴェルス（Ina-Maria Greverus, 1929年8月16日 - 2017年4月11日）は、ドイツの民俗学者。

## 経歴
ザクセン州ツヴィッカウに生まれ、マールブルク大学でゲルマニスティク、民俗学、美術史、スカンディナヴィスティクを学び、一時スウェーデンのウプサラ大学にも在籍した。1956年に昔話研究でマールブルク大学において学位を得た。その後、ギーセン大学で研究を進め、1970年に「テリトリー（縄張り）存在としての人間」（1972年刊）によって教授資格を得た。1974年にフランクフルト大学が民俗学の正教授ポストを設けたことにより初代の教授となり、また学科と教員・研究者組織を「文化人類学／ヨーロッパ・エスノロジー」と改称して主宰し、1997年に定年退官となった。英米の文化人類学に厚い知見をもち、また現代イタリア（特にシチリア）を研究フィールドとする。インゲボルク・ヴェーバー＝ケラーマンと共にドイツの女性民俗学者の代表的な存在でもある。フランクフルト大学を拠点に、特にガストアルバイター（出稼ぎ労働者）研究、現代フォークロア、フィールドワークの方法に特色のある学派を形成・指導した。

## 著作（日本語訳）
- 『ジェンダーから見たフィールドワーク － 文化的営為としてのパフォーマンスにおける男と女と人間』（講演1997年；刊行1999年） 河野眞訳・解説　愛知大学『文明21』第31号（2013年）、pp.101 - 136.